# 713 (číslo)
Sedm set třináct je přirozené číslo. Následuje po čísle sedm set dvanáct a předchází číslu sedm set čtrnáct. Římskými číslicemi se zapisuje DCCXIII a řeckými číslicemi ψιγ.

## Matematika
713 je:
- Deficientní číslo
- Poloprvočíslo
- Nešťastné číslo

## Astronomie
- (713) Luscinia je planetka hlavního pásu, kterou objevil v roce 1911 Joseph Helffrich

## Ostatní
- 713 až na věky – album českého rapera Sergeie Barracudy
- 713. pěší divize byla pěší divize německé armády (Wehrmacht) za druhé světové války

## Roky
- 713
- 713 př. n. l.